# 音緒
音緒（ねお）は、三味線と糸を繋ぎ音にも影響する重要な部位。音緒には様々なバリエーションが存在し、楽器の特性や演奏者の好みなどにより使い分ける。
主に正絹製。大きさは中、大、津軽の三種類あり、それぞれ長唄、地唄、津軽用となっている。津軽三味線と地唄三味線は胴が大きいので大き目の音緒を使う。
解くと、一本の長い紐になる。